# Rattus steini
Rattus steini är en däggdjursart som beskrevs av Rümmler 1935. Rattus steini ingår i släktet råttor, och familjen råttdjur. IUCN kategoriserar arten globalt som livskraftig. Inga underarter finns listade i Catalogue of Life.
Artepitetet i det vetenskapliga namnet hedrar den tyska samlaren Georg Hermann Wilhelm Stein som var aktiv i Nya Guinea.
Denna råtta förekommer i bergstrakter på Nya Guinea. Den vistas i regioner mellan 450 och 2800 meter över havet. Habitatet utgörs främst av tropiska skogar och där av den täta undervegetationen. Ibland besöker Rattus steini trädgårdar och gräsmarker. Honor kan para sig hela året och en kull har cirka 3 ungar. Arten lever i underjordiska bon.
Arten blir 140 till 193 mm lång (huvud och bål), har en 136 till 155 mm lång svans och väger 110 till 220 g. Den har 33 till 37 mm långa bakfötter och 16 till 21 mm långa öron. Pälsen på ovansidan är främst mjuk. I sällsynta fall är några enskilda taggar inblandade. På undersidan förekommer grå päls med ljusbruna hårspetsar. Bakfötterna har en smal form.
Honor kan bli brunstiga under alla årstider och en kull har 2 till 5 ungar.